# Phylloscopus occisinensis
Phylloscopus occisinensis là một loài chim trong họ Phylloscopidae.